# De roddelende raaf
De roddeldende raaf is een  stripverhaal uit de reeks van Jerom, uitgegeven door de Standaard Uitgeverij in 1985.

## Locaties
Dit verhaal speelt zich af op de volgende locaties:
- clubhuisje, astroïde, sprookjesplaneet, huis van de dwerg, huis van de broers, kasteel van de markies, hoeve van boer Thomas, tovergrot

## Personages
In dit verhaal spelen de volgende personages mee:
- Jerom, Dolly, Astrotol, kinderen, Thomas (boer), Gerrit (broer en raaf), Reinhilde (ganzenhoedster), dwerg, Bert (broer), Peter (broer), markies, markiezin, bedienden

## Het verhaal
Dolly heeft wafels gebakken en er wordt feest gevierd in het clubhuisje. De kinderen vragen of Dolly een sprookje wil vertellen. Er landt een raaf op de vensterbank en Dolly besluit over de zeven raven te vertellen. In een gezin met zeven zonen wordt een dochtertje geboren, dat zo klein is dat het meteen gedoopt moet worden. De broers gaan naar een bron om water te halen, maar de kruik valt erin en ze durven niet meer naar huis. De vader denkt dat ze door het spelen zijn vergeten om het water te halen en wenst dat ze raven worden, wat ook gebeurt. Het meisje groeit gezond op en wil haar broers zoeken. Dan wordt het verhaal verstoord door Jerom, die wakker wordt door een droom over een dwerg met een afgerichte raaf. Ze besluiten naar Astrotol te gaan en vertrekken met de Tijmtrotter. Astrotol vertelt dat het sprookje goed afliep, maar de dwerg die de raven verzorgde was een naar kereltje. Misschien probeert hij de raven terug te krijgen, zodat ze voor hem kunnen stelen. Jerom en Dolly besluiten naar de sprookjesplaneet te gaan.
Daar aangekomen weigert een boer te vertellen waar de zeven zonen wonen. Een raaf hoort het gesprek en waarschuwt zijn meester. Die geeft opdracht om de vreemdelingen op een dwaalspoor te brengen. Jerom en Dolly ontmoeten een ganzenhoedster en ze blijkt het zusje te zijn. Ze vertelt dat haar oudste broer Gerrit verdwenen is. De raaf probeert de broers tegen Jerom en Dolly op te zetten, maar dit mislukt. Hij vertelt dat hij rijk zal worden samen met de dwerg. 's Nachts gaat Jerom alleen het bos in en hij komt bij het kasteel van de markies. Daar probeert Gerrit juist de parels van de markiezin te stelen. Als Jerom aanbelt, vlucht de vogel weg. De bedienden zien echter Jerom rennen en denken dat hij de dief is. Jerom gaat dan met de Tijmtrotter naar Astrotol en de volgende ochtend gaan ze samen naar de sprookjesplaneet. 
Astrotol heeft zijn magische bol meegenomen en na wat toverwoorden wordt dit een glazen bol. Ze horen hoe Gerrit aan de dwerg vertelt dat boer Thomas erg rijk is. Jerom, Dolly en Astrotol wachten die nacht bij het huisje van Thomas, maar worden aangevallen door de waakhonden. Astrotol verandert ze in vlinders en Thomas is woedend, maar hij bedaart als hij hoort wat er aan de hand is. Het gezelschap wacht de dieven op en Gerrit wordt gevangen. De dwerg vlucht, maar Bert achtervolgt hem. Astrotol stopt een knol in de bek van de raaf, waarna hij weer mens wordt. Iedereen haast zich naar de tovergrot om te voorkomen dat Bert ook in een raaf wordt veranderd. De dwerg wordt gedwongen om de streek te verlaten en de broers en Reinhilde zijn blij elkaar weer te zien. De vrienden vliegen met de Tijmtrotter terug naar huis.